# Narodna misao
Narodna misao, oporbeno crnogorsko glasilo, tjednik, prvi je broj tiskan 3. rujna 1906. u Nikšiću.
Tjednik je izdavala Nikšićka akcionarska štamparija koja je osnovana iste godine s 10.000 crnogorskih perpera.
No, u stvarnosti je vlasnik bio Andrija Radović, prvotni miljenik i suradnik (bio i premijer) crnogorskog monarha Nikole I. Petrovića, no kasnije disident, umiješan u urotu Bombaška afera.
Radović je bio član oporbene frakcije Narodne stranke (nazivani i klubaši) u Crnogorskoj narodnoj skupštini, pa je i Narodna misao shvaćana kao njihovo poluslužbeno glasilo.
Tijekom 1906. izašlo je 17 brojeva, a glavni su urednici bili Jovan Nikolić (br.1-8) i Janko Tošković (br.9-39).
Posljednji je broj Narodne misli objavljen 9. rujna 1907. kad je, vjeruje se uz poticaj vlasti, mnoštvo prosvjednika u Nikšiću provalilo u redakciju tjednika, te demoliralo tiskaru tako da je se više nije moglo popraviti.

## Vanjske poveznice
- "Narodne misli" i Narodne stranke  Arhivirana inačica izvorne stranice od 29. rujna 2020. (Wayback Machine)